# Coppa panamericana femminile under 19 di pallavolo 2023
La Coppa panamericana femminile under 19 di pallavolo 2023 si è svolta dal 9 al 14 maggio 2023 a Juana Díaz, a Porto Rico: al torneo hanno partecipato otto squadre nazionali Under-19 nordamericane e sudamericane e la vittoria finale è andata per la seconda volta consecutiva agli Stati Uniti.

## Impianti
|                                                                                        |  |  |
|                                                                                        |  |  |
| Coliseo Dolores "Toyita" Martínez Città: Juana Díaz Capienza: 5 500 Anno d'apertura: ? |  |  |

## Regolamento

### Formula
Le squadre hanno disputato una prima fase a gironi con formula del girone all'italiana; al termine della prima fase:
- Le prime tre classificate di ogni girone hanno avuto accesso alla fase finale per il primo posto, strutturata in quarti di finale, a cui hanno partecipato solo le seconde e le terze classificate, semifinali, finale per il terzo posto e finale.
- Le due squadre eliminate ai quarti di finale e le due quarte classificate hanno avuto accesso alla fase finale per il quinto posto, strutturata in semifinali, finale per il settimo posto e finale per il quinto posto.

### Criteri di classifica
Se il risultato finale è stato di 3-0 sono stati assegnati 5 punti alla squadra vincente e 0 a quella sconfitta, se il risultato finale è stato di 3-1 sono stati assegnati 4 punti alla squadra vincente e 1 a quella sconfitta, se il risultato finale è stato di 3-2 sono stati assegnati 3 punti alla squadra vincente e 2 a quella sconfitta.
L'ordine del posizionamento in classifica è stato definito in base a:
- Numero di partite vinte;
- Punti;
- Ratio dei punti realizzati/subiti;
- Ratio dei set vinti/persi;
- Risultati degli scontri diretti;
- Classifica avulsa.

## Squadre partecipanti
| Squadra                 | Qualificazione      | Ultima partecipazione      |
| ----------------------- | ------------------- | -------------------------- |
| Canada                  | -                   | Stati Uniti d'America 2022 |
| Costa Rica              | -                   | Stati Uniti d'America 2022 |
| Honduras                | -                   | Cuba 2019                  |
| Isole Vergini Americane | -                   | Debutto                    |
| Messico                 | -                   | Stati Uniti d'America 2022 |
| Porto Rico              | Paese organizzatore | Stati Uniti d'America 2022 |
| Rep. Dominicana         | -                   | Stati Uniti d'America 2022 |
| Stati Uniti             | -                   | Stati Uniti d'America 2022 |

## Torneo

### Fase a gironi
| Girone A                | Girone B        |
| ----------------------- | --------------- |
| Costa Rica              | Canada          |
| Isole Vergini Americane | Honduras        |
| Messico                 | Porto Rico      |
| Stati Uniti             | Rep. Dominicana |

#### Girone A

##### Risultati
| 9 maggio 2023 Coliseo Dolores "Toyita" Martínez, Juana Díaz Durata: 1h:04 - Spettatori: 150  | Stati Uniti | 3 - 0 | Isole Vergini Americane | 25-6, 25-18, 25-12  |
| 9 maggio 2023 Coliseo Dolores "Toyita" Martínez, Juana Díaz Durata: 1h:09 - Spettatori: 100  | Messico     | 3 - 0 | Costa Rica              | 25-19, 25-14, 25-15 |
| 10 maggio 2023 Coliseo Dolores "Toyita" Martínez, Juana Díaz Durata: 1h:15 - Spettatori: 100 | Stati Uniti | 3 - 0 | Costa Rica              | 25-13, 25-13, 25-12 |
| 10 maggio 2023 Coliseo Dolores "Toyita" Martínez, Juana Díaz Durata: 1h:09 - Spettatori: 100 | Messico     | 3 - 0 | Isole Vergini Americane | 25-15, 25-14, 25-17 |
| 11 maggio 2023 Coliseo Dolores "Toyita" Martínez, Juana Díaz Durata: 1h:03 - Spettatori: 100 | Costa Rica  | 3 - 0 | Isole Vergini Americane | 25-16, 25-13, 25-15 |
| 11 maggio 2023 Coliseo Dolores "Toyita" Martínez, Juana Díaz Durata: 1h:09 - Spettatori: 200 | Stati Uniti | 3 - 0 | Messico                 | 25-14, 25-11, 25-17 |

##### Classifica
| Pos. | Squadra                 | Pt | G | V | P | SV | SP | Ratio | PF  | PS  | Ratio |
| ---- | ----------------------- | -- | - | - | - | -- | -- | ----- | --- | --- | ----- |
| 1    | Stati Uniti             | 15 | 3 | 3 | 0 | 9  | 0  | MAX   | 225 | 116 | 1,939 |
| 2    | Messico                 | 10 | 3 | 2 | 1 | 6  | 3  | 2,000 | 192 | 169 | 1,136 |
| 3    | Costa Rica              | 5  | 3 | 1 | 2 | 3  | 6  | 0,500 | 161 | 194 | 0,829 |
| 4    | Isole Vergini Americane | 0  | 3 | 0 | 3 | 0  | 9  | 0,000 | 126 | 225 | 0,560 |

#### Girone B

##### Risultati
| 9 maggio 2023 Coliseo Dolores "Toyita" Martínez, Juana Díaz Durata: 0h:57 - Spettatori: 200  | Rep. Dominicana | 3 - 0 | Honduras   | 25-10, 25-6, 25-9          |
| 9 maggio 2023 Coliseo Dolores "Toyita" Martínez, Juana Díaz Durata: 1h:18 - Spettatori: 500  | Canada          | 0 - 3 | Porto Rico | 20-25, 17-25, 21-25        |
| 10 maggio 2023 Coliseo Dolores "Toyita" Martínez, Juana Díaz Durata: 0h:58 - Spettatori: 200 | Canada          | 3 - 0 | Honduras   | 25-10, 25-7, 25-13         |
| 10 maggio 2023 Coliseo Dolores "Toyita" Martínez, Juana Díaz Durata: 1h:51 - Spettatori: 800 | Rep. Dominicana | 1 - 3 | Porto Rico | 20-25, 25-19, 24-26, 12-25 |
| 11 maggio 2023 Coliseo Dolores "Toyita" Martínez, Juana Díaz Durata: 1h:17 - Spettatori: 200 | Rep. Dominicana | 3 - 0 | Canada     | 25-17, 29-27, 25-14        |
| 11 maggio 2023 Coliseo Dolores "Toyita" Martínez, Juana Díaz Durata: 1h:00 - Spettatori: 300 | Porto Rico      | 3 - 0 | Honduras   | 25-10, 25-12, 25-9         |

##### Classifica
| Pos. | Squadra         | Pt | G | V | P | SV | SP | Ratio | PF  | PS  | Ratio |
| ---- | --------------- | -- | - | - | - | -- | -- | ----- | --- | --- | ----- |
| 1    | Porto Rico      | 14 | 3 | 3 | 0 | 9  | 1  | 9,000 | 245 | 170 | 1,441 |
| 2    | Rep. Dominicana | 11 | 3 | 2 | 1 | 7  | 3  | 2,333 | 235 | 178 | 1,320 |
| 3    | Canada          | 5  | 3 | 1 | 2 | 3  | 6  | 0,500 | 191 | 184 | 1,038 |
| 4    | Honduras        | 0  | 3 | 0 | 3 | 0  | 9  | 0,000 | 86  | 225 | 0,382 |

### Fase finale
|  | Quarti | Quarti          | Quarti |  |  | Semifinali | Semifinali  | Semifinali |  |                 | Finale          | Finale          | Finale |
|  |        |                 |        |  |  |            |             |            |  |                 |                 |                 |        |
|  |        |                 |        |  |  | 1A         | Stati Uniti | 3          |  |                 |                 |                 |        |
|  |        |                 |        |  |  | 1A         | Stati Uniti | 3          |  |                 |                 |                 |        |
|  |        |                 |        |  |  | 3A         | Costa Rica  | 0          |  |                 |                 |                 |        |
|  | 2B     | Rep. Dominicana | 2      |  |  | 3A         | Costa Rica  | 0          |  |                 |                 |                 |        |
|  | 2B     | Rep. Dominicana | 2      |  |  |            |             |            |  |                 |                 |                 |        |
|  | 3A     | Costa Rica      | 3      |  |  |            |             |            |  |                 |                 |                 |        |
|  | 3A     | Costa Rica      | 3      |  |  |            |             |            |  | 1A              | Stati Uniti     | 3               |        |
|  |        |                 |        |  |  |            |             |            |  | 1A              | Stati Uniti     | 3               |        |
|  |        |                 |        |  |  |            |             |            |  |                 | 2A              | Messico         | 0      |
|  |        |                 |        |  |  |            |             |            |  |                 | 2A              | Messico         | 0      |
|  |        |                 |        |  |  |            |             |            |  |                 |                 |                 |        |
|  |        |                 |        |  |  |            |             |            |  |                 |                 |                 |        |
|  |        |                 |        |  |  | 1B         | Porto Rico  | 1          |  | Finale 3° posto | Finale 3° posto | Finale 3° posto |        |
|  |        |                 |        |  |  | 1B         | Porto Rico  | 1          |  |                 |                 |                 |        |
|  |        |                 |        |  |  | 2A         | Messico     | 3          |  |                 | 3A              | Costa Rica      | 1      |
|  | 2A     | Messico         | 3      |  |  |            | Messico     | 3          |  |                 | 3A              | Costa Rica      | 1      |
|  | 2A     | Messico         | 3      |  |  |            |             |            |  | 1B              | Porto Rico      | 3               |        |
|  | 3B     | Canada          | 2      |  |  |            |             |            |  |                 | Porto Rico      | 3               |        |
|  | 3B     | Canada          | 2      |  |  |            |             |            |  |                 |                 |                 |        |

#### Quarti di finale
| 12 maggio 2023 Coliseo Dolores "Toyita" Martínez, Juana Díaz Durata: 2h:15 - Spettatori: 200 | Messico         | 3 - 2 | Canada     | 23-25, 25-17, 29-27, 23-25, 15-12 |
| 12 maggio 2023 Coliseo Dolores "Toyita" Martínez, Juana Díaz Durata: 2h:15 - Spettatori: 350 | Rep. Dominicana | 2 - 3 | Costa Rica | 25-20, 26-28, 25-22, 22-25, 13-15 |

#### Semifinali
| 13 maggio 2023 Coliseo Dolores "Toyita" Martínez, Juana Díaz Durata: 2h:05 - Spettatori: 800 | Porto Rico  | 1 - 3 | Messico    | 23-25, 21-25, 25-18, 23-25 |
| 13 maggio 2023 Coliseo Dolores "Toyita" Martínez, Juana Díaz Durata: 0h:57 - Spettatori: 500 | Stati Uniti | 3 - 0 | Costa Rica | 25-14, 25-20, 25-6         |

#### Finale 3º posto
| 14 maggio 2023 Coliseo Dolores "Toyita" Martínez, Juana Díaz Durata: 1h:49 - Spettatori: 600 | Porto Rico | 3 - 1 | Costa Rica | 25-19, 22-25, 29-27, 25-12 |

#### Finale
| 14 maggio 2023 Coliseo Dolores "Toyita" Martínez, Juana Díaz Durata: 1h:11 - Spettatori: 350 | Messico | 0 - 3 | Stati Uniti | 8-25, 18-25, 18-25 |

### Finali 5º posto
|  | Semifinali      | Semifinali      | Semifinali |        |         | Finale 5º posto | Finale 5º posto | Finale 5º posto |  |
|  |                 |                 |            |        |         |                 |                 |                 |  |
|  | Honduras        | Honduras        | 0          |        |         |                 |                 |                 |  |
|  | Honduras        | Honduras        | 0          |        |         |                 |                 |                 |  |
|  | Rep. Dominicana | Rep. Dominicana | 3          |        |         |                 |                 |                 |  |
|  | Rep. Dominicana | Rep. Dominicana | 3          |        | Messico | Messico         | 3               |                 |  |
|  |                 |                 |            |        | Messico | Messico         | 3               |                 |  |
|  |                 |                 | Canada     | Canada | 0       |                 |                 |                 |  |
|  | Costa Rica      | Costa Rica      | Canada     | Canada | 0       | 0               |                 |                 |  |
|  | Costa Rica      | Costa Rica      |            |        |         | 0               |                 |                 |  |
|  | Canada          | Canada          | 3          |        |         | Finale 7º posto | Finale 7º posto | Finale 7º posto |  |
|  | Canada          | Canada          | 3          |        |         |                 |                 |                 |  |
|  |                 |                 |            |        |         |                 |                 |                 |  |
|  |                 |                 |            |        |         | Perù            | Perù            | 3               |  |
|  |                 |                 |            |        |         | Perù            | Perù            | 3               |  |
|  |                 |                 |            |        |         | Costa Rica      | Costa Rica      | 0               |  |

#### Semifinali
| 13 maggio 2023 Coliseo Dolores "Toyita" Martínez, Juana Díaz Durata: 0h:56 - Spettatori: 100 | Honduras                | 0 - 3 | Rep. Dominicana | 9-25, 9-25, 7-25    |
| 13 maggio 2023 Coliseo Dolores "Toyita" Martínez, Juana Díaz Durata: 1h:04 - Spettatori: 200 | Isole Vergini Americane | 0 - 3 | Canada          | 12-25, 16-25, 13-25 |

#### Finale 7º posto
| 14 maggio 2023 Coliseo Dolores "Toyita" Martínez, Juana Díaz Durata: 1h:12 - Spettatori: 100 | Honduras | 0 - 3 | Isole Vergini Americane | 20-25, 20-25, 17-25 |

#### Finale 5º posto
| 14 maggio 2023 Coliseo Dolores "Toyita" Martínez, Juana Díaz Durata: 1h:37 - Spettatori: 300 | Rep. Dominicana | 3 - 1 | Canada | 19-25, 26-24, 25-14, 25-19 |

## Classifica finale
| Pos     | Squadra                 | Rosa |
| ------- | ----------------------- | --- |
| Oro     | Stati Uniti             | Formazione: 1 Andrew, 2 Auguste, 3 Babcock, 4 Bayless, 5 Blyashov, 8 Demaria, 9 Falduto, 14 Minatee, 15 Parks, 17 Sigler, 18 Starck, 19 Vander Wal, CT: Cook                      |
| Argento | Messico                 | Formazione: 1 Ramos, 2 Topete, 3 Padrón, 5 Solano, 9 Vallin, 10 Baizabal, 11 Márquez, 12 Lizarraga, 13 Cordero, 16 Sánchez, 17 Martell, 19 Trejo, CT: Bañuelos                    |
| Bronzo  | Porto Rico              | Formazione: 1 Skerrett, 2 Valencia, 3 Guibert, 4 Cintrón, 5 Carrión, 6 Valentín, 7 Mieles, 8 García, 9 Machín, 11 Cruz, 15 López, 18 Sanabria, CT: Galarza                        |
| 4.      | Costa Rica              | Formazione: 1 Fernández, 2 Mata, 3 Solano, 4 Abarca, 8 Rodríguez, 10 Álvarez, 11 Alfaro, 13 Barley, 14 Moraga, 15 León, 20 Leiva, 24 Bolaños, CT: Bonilla                         |
| 5.      | Rep. Dominicana         | Formazione: 4 Paniagua, 6 Ramírez, 7 Alonzo, 8 Flete, 10 Firpo, 11 de la Cruz, 12 Liberato, 13 Rodríguez, 14 Guillén, 16 Arias, 17 Soler, 18 Maleno, CT: Ceccato                  |
| 6.      | Canada                  | Formazione: 1 Hameed, 2 Healy, 4 Tyson, 5 De Boer, 6 Dickson, 7 Johnson, 13 Magus, 14 Guezen, 19 Hansen, 20 Piskorz, 23 Tehrani, 24 Shadd-Ceres, CT: Biggs                        |
| 7.      | Isole Vergini Americane | Formazione: 1 Toussaint, 2 Webb, 3 Thomas, 4 Sarauw, 5 Vernee. Caines, 6 Vernec. Caines, 7 Vigilant, 9 Gillens, 10 Eddy, 11 Greene, 12 Dixon, 13 Cruz, CT: Raphael                |
| 8.      | Honduras                | Formazione: 1 Hernández, 4 J. Aguilar, 6 Girbal, 8 Vásquez, 9 N. Aguilar, 10 Martínez, 11 Chávez, 16 García, 17 Am. Schmucker, 20 Merino, 21 Montoya, 22 An. Schmucker, CT: Ulloa |

## Premi individuali
| Premio                 | Nome             | Squadra         |
| ---------------------- | ---------------- | --------------- |
| MVP                    | Blaire Bayless   | Stati Uniti     |
| Miglior realizzatrice  | Ariana Rodríguez | Rep. Dominicana |
| Miglior servizio       | Ariana Rodríguez | Rep. Dominicana |
| Miglior difesa         | Ainoah Cruz      | Porto Rico      |
| Miglior ricevitrice    | Ava Falduto      | Stati Uniti     |
| Miglior palleggiatrice | Dariana Valencia | Porto Rico      |
| Miglior opposto        | Grace López      | Porto Rico      |
| Miglior schiacciatrice | Elena García     | Porto Rico      |
| Miglior schiacciatrice | Katielle Alonzo  | Rep. Dominicana |
| Miglior centrale       | Elizabeth Andrew | Stati Uniti     |
| Miglior centrale       | Ylyn Firpo       | Rep. Dominicana |
| Miglior libero         | Ainoah Cruz      | Porto Rico      |